# Ouro Branco (Alagoas)
Ouro Branco est une municipalité brésilienne dans l'État de l'Alagoas.